# Прогресс (Кировоградская область)
Прогресс (укр. Прогрес) — село в Гайворонской городской общине Голованевского района Кировоградской области Украины.
До 2020 года входило в Гайворонский район
Население по переписи 2001 года составляло 19 человек. Почтовый индекс — 26331. Телефонный код — 5254. Код КОАТУУ — 3521186802.